# Isola Magdalena
L'isola Magdalena (in spagnolo: Isla Magdalena) è un'isola della Regione di Magellano e dell'Antartide Cilena, Cile.

## Storia
Magellano, ha sicuramente visto l'isola al suo passare per la prima volta nello stretto, il Pigafetta, parlando della diserzione della Sant'Antonio cita nel suo famoso testo, Relazione del primo viaggio intorno al mondo, che per avvisare l'equipaggio della nave,
(Antonio Pigafetta, Relazione del primo viaggio intorno al mondo)
questa isola è sicuramente l'isola Magdalena, visto che non esistono altre isole nello stretto che ospitano colonie di leoni marini e/o pinguini, a parte che quelle presenti sull'Isola Marta, dove però non sono presenti porti di approdo

## Geografia e ambiente
L'isola è una delle tante che si trovano nello stretto di Magellano e si trova a 32 km dalla capitale regionale: Punta Arenas. Con una superficie di 2.024,6 km² l'isola si colloca al 205º posto tra le isole più grandi del mondo; l'altezza massima raggiunta è di 1.676 metri s.l.m. e lo sviluppo costiero è di 435,5 km.
Nel 1982 l'isola Magdalena e la vicina isola Marta sono state dichiarate monumento nazionale con il nome di Monumento Natural Los Pinguinos (monumento naturale dei pinguini); l'isola è infatti un importante centro di riproduzione per diversi specie di uccelli marini tra cui spicca una grande colonia di pinguini di Magellano. La colonia, monitorata dal 1998 ospitava circa 63.000 coppie di pinguini nel 2007.